# Cañón (autómata celular)

Un cañón y un "anticañón" en el juego de vida Día & Noche

Cañón deslizante Gosper, que dispara naves espaciales

En un autómata celular, un cañón (gun en inglés) es un patrón con una parte principal que se repite periódicamente, como un oscilador, y que también periódicamente emite naves espaciales. Se producen entonces dos procesos periódicos a considerar: el período de producción de naves espaciales, y el propio período del cañón, que es necesariamente un múltiplo del primero. Un cañón cuyo periodo es mayor que el periodo de producción de las naves espaciales se denomina cañón pseudoperiódico.

El primer cañón encontrado en el juego de la Vida de Conway se denominó Gosper.

## Propiedades
En el Juego de la vida, para cada p mayor o igual a 14, es posible construir un cañón que genere planeadores con período p.
Dado que los cañones emiten continuamente naves espaciales, la existencia de cañones activos significa que los patrones iniciales con un número finito de células pueden finalmente llevar a configuraciones con un número ilimitado de células, algo que el propio John Conway originalmente supuso que era imposible. Sin embargo, de acuerdo con el testimonio posterior del propio Conway, esta conjetura tenía la intención explícita de alentar a alguien a refutarla, porque esperaba que existieran patrones de crecimiento infinito. 

## Historia
Bill Gosper descubrió el primer cañón en 1970, ganando los 50 dólares ofrecidos por Conway. Este descubrimiento llevó a que Conway  probase que el Juego de la vida podría funcionar como una máquina de Turing. Durante muchos años este cañón era el más pequeño conocido para el Juego de la Vida,  a pesar de que otros juegos disponían de cañones más pequeños. Aun así, en 2015 se descubrió en el Juego de la Vida un cañón de período 120 con menos células vivas (aunque con una caja de contorno mayor).